# حیث تاریخی
تاریخیت یا حیث تاریخی یکی از بنیادی‌ترین اوصاف نحوه هستی انسان است. از نظر برخی فیلسوفان، آدمی از نحوه هستی‌ای برخوردار است که خاص خود اوست و هیچ موجودی غیر از انسان واجد این نحوه هستی خاص نیست. این نحوه هستی خاص، در زبان فارسی جان، در زبان افلاطون روح، در زبان کانت قوه خیال استعلایی، در زبان کی‌یرکگور، اگزیستانس و در زبان هایدگر، دازاین نامیده می‌شود. انسان یگانه موجودی است که تاریخی است و در خصوص هر موجود دیگری که سخن از تاریخ می‌رود (مثل تاریخ جنگل‌ها، تاریخ آتشفشان‌ها، تاریخ زمین و ...) در واقع این انسان است که به آنها تاریخ بخشی می‌کند. هیچ موجودی غیر از انسان، تاریخ در معنای دقیق کلمه ندارد. نحوه هستی آدمی، بالذات تاریخی است.